# Jorge Pires
Jorge da Costa Pires (Amares, 1º aprile 1981) è un ex calciatore portoghese, di ruolo attaccante.

## Carriera
Ha giocato nella massima serie dei campionati portoghese ed angolano.

## Palmarès

### Club

#### Competizioni nazionali
- Segunda Liga: 2

Moreirense: 2013-2014
Portimonense: 2016-2017

### Individuale
- Capocannoniere della Segunda Liga: 2

2013-2014 (22 gol), 2016-2017 (23 gol)